# Serphitidae
Serphitidae es una familia extinta de insectos himenópteros.

## Historia
Esta familia fue descrita en 1937 por el entomólogo americano Charles Thomas Brues para permitir la clasificación de un insecto fósil atrapado en un trozo de ámbar en Canadá. La especie fue nombrada Serphites paradoxus. Posteriormente, otros géneros de insectos fósiles, como Archaeromma y Distylopus, fueron descritos e incluidos en esta familia por el entomólogo japonés Hiroshi Yoshimoto en 1975, a partir de fósiles extraídos de ámbar canadiense. Los entomólogos de origen ruso Mikhail Vasilievich Kozlov y Alexandr Rasnitsyn añadieron los géneros Aposerphites, Microserphites, Palaeomymar y nuevas especies de Serphites en 1979, descubiertos en ámbar siberiano.

## Clasificación
- Fm. †Serphitidae Brues, 1937
  - G. †Aposerphites Kozlov and Rasnitsyn, 1979
    - †Aposerphites angustus Ortega-Blanco et al., 2011
    - †Aposerphites solox Kozlov and Rasnitsyn, 1979

  - G. †Jubaserphites McKellar and Engel, 2011
    - †Jubaserphites ethani McKellar and Engel, 2011

  - G. †Microserphites Kozlov and Rasnitsyn 1979
    - †Microserphites parvulus Kozlov and Rasnitsyn, 1979
    - †Microserphites soplaensis Ortega-Blanco et al., 2011

  - G. †Serphites Brues 1937
    - †Serphites bruesi McKellar and Engel, 2011
    - †Serphites dux Kozlov and Rasnitsyn, 1979
    - †Serphites fannyae Engel and Perrichot, 2014
    - †Serphites gigas Kozlov and Rasnitsyn, 1979
    - †Serphites hynemani McKellar and Engel, 2011
    - †Serphites kuzminae McKellar and Engel, 2011
    - †Serphites lamiak Ortega-Blanco et al., 2011
    - †Serphites naveskinae Engel and Grimaldi, 2011
    - †Serphites paradoxus Brues, 1937
    - †Serphites pygmaeus McKellar and Engel, 2011
    - †Serphites raritanensis Engel and Grimaldi, 2011
    - †Serphites silban Ortega-Blanco et al., 2011

## Distribución y ecología
Se ha registrado un total de 19 colecciones que incluyen 34 ejemplares.
Se han descrito once especies en Canadá (colecciones de Alberta y Manitoba), una en Francia, una en Myanmar, dos en la Federación Rusa, tres en España y una en los Estados Unidos (New Jersey)
Habitaban principalmente ambientes terrestres (8 colecciones) pero también fluviales (1) y deltas (1).